# رستم کوچولو: موزیکال دلهره‌آور
رستم کوچولو: موزیکال دلهره‌آور (به هندی: Chhupa Rustam: A Musical Thriller) فیلمی محصول سال ۲۰۰۱ و به کارگردانی عزیز سجاوال است. در این فیلم بازیگرانی همچون سانجای کاپور، مانیشا کویرالا، مامتا کولکارنی، راج بابار و دالیپ تاهیل ایفای نقش کرده‌اند.